# Шевоше Эдуарда III (1359—1360)
Шевоше Эдуарда III (фр. Chevauchée d'Édouard III) — длительный рейд короля Англии Эдуарда III по Северной Франции, предпринятый в 1359—1360 годах, на первом этапе Столетней войны (Эдвардианская война). 

## Рейд
После победы англичан при Пуатье в 1356 году король Франции Иоанн Добрый находился у них в плену и велись переговоры о мире. В марте 1359 года стороны подписали Лондонский договор, предполагавший переход к Англии под её полный суверенитет всех западных регионов Франции в обмен на отказ Эдуарда III Английского от французской короны. Когда Генеральные штаты отказались ратифицировать этот мир, Эдуард решил добиться окончания войны на своих условиях с помощью очередной демонстрации силы.
28 октября 1359 года король Англии высадился в Кале и во главе большой армии двинулся, грабя и сжигая всё на своём пути, через Артуа и Камбрези на Реймс, где рассчитывал короноваться. Однако город был хорошо укреплён. После месяца осады (4 декабря 1359 — 11 января 1360) Эдуард продолжил свой путь в Бургундию, где взял Тоннер и получил с местного герцога крупную сумму в качестве откупа. В марте он подошёл к Парижу, но не смог спровоцировать дофина Карла на сражение. 6 апреля англичане двинулись в сторону Бретани, рассчитывая там отдохнуть и возобновить боевые действия позже. Однако в пути они серьёзно пострадали из-за непогоды, к тому же стало известно об успешной диверсии французов на южном побережье Англии.
В итоге англичанам пришлось согласиться на мир в Бретиньи, менее выгодный, чем лондонский. По его условиям Эдуард III получил всю Аквитанию и ряд владений на севере, но отказался от французской короны.